# Eggegebirge
Das Eggegebirge (auch kurz die Egge genannt) ist ein bis etwa 464 m ü. NHN hoher Mittelgebirgszug des Niedersächsischen Berglandes in den Kreisen Höxter, Lippe und Paderborn in Nordrhein-Westfalen in Deutschland.

## Name
Der Ausdruck „Egge“ ist eine generelle niederdeutsche Bezeichnung für langgestreckte Hügelkämme bzw. Bergrücken; sprachliches Gegenstück sind die „Siepen/Siefen/Seifen“ (für die die Eggen begleitenden Kerbtäler). Bis ins 17. Jahrhundert trug das Eggegebirge gemeinsam mit dem nordwestlich fortlaufenden Teutoburger Wald den Namen Osning.

## Geographie

### Geographische Lage
Das Eggegebirge zieht sich im Niedersächsischen Bergland als Teil des Oberen Weserberglands vom Südostende des Teutoburger Waldes bei Horn-Bad Meinberg im Norden bis zum Tal der im weit südwestlich gelegenen Rothaargebirge entspringenden Diemel bei Scherfede im Süden und damit bis zum nördlichen Ende des Sauerlandes. Es liegt rund 15 km östlich der Großstadt Paderborn.
Über die Nahtstelle zwischen dem Eggegebirge und dem nach Nordwesten verlaufenden Teutoburger Wald gibt es unterschiedliche Ansichten (siehe Karte): Nach W. & L. Lippert (1996, S. 13 u. 150) und L. Maasjost (1972, S. 3) befindet sie sich nordnordwestlich der Lippischen Velmerstot (441,4 m ü. NHN) an der Silbermühle (249,1 m) bzw. am Silberbach, der von Veldrom nordnordostwärts nach Leopoldstal fließt. Nordwestlich des Tals liegt die Südostflanke des Kniebergs (365,1 m), der neben dem südlich davon, aber dennoch westlich des Silberbachtals gelegenen Buchenberg (ca. 385 m) zu den südöstlichen Bergen des nordwestwärts gerichteten Teutoburger Waldes gehört. Von dieser Nahtstelle zieht sich das Eggegebirge in Richtung Süden unter anderem über die Lippische (441,4 m ü. NHN) und auch Preußische Velmerstot (ca. 464 m), die Hausheide (441,4 m; zwischen Altenbeken im Nordwesten und Bad Driburg im Südosten) und Bierbaums Nagel (431,4 m) bis zum Hellberg (343,1 m) bei Scherfede, das am Unterlaufbeginn der Diemel liegt.

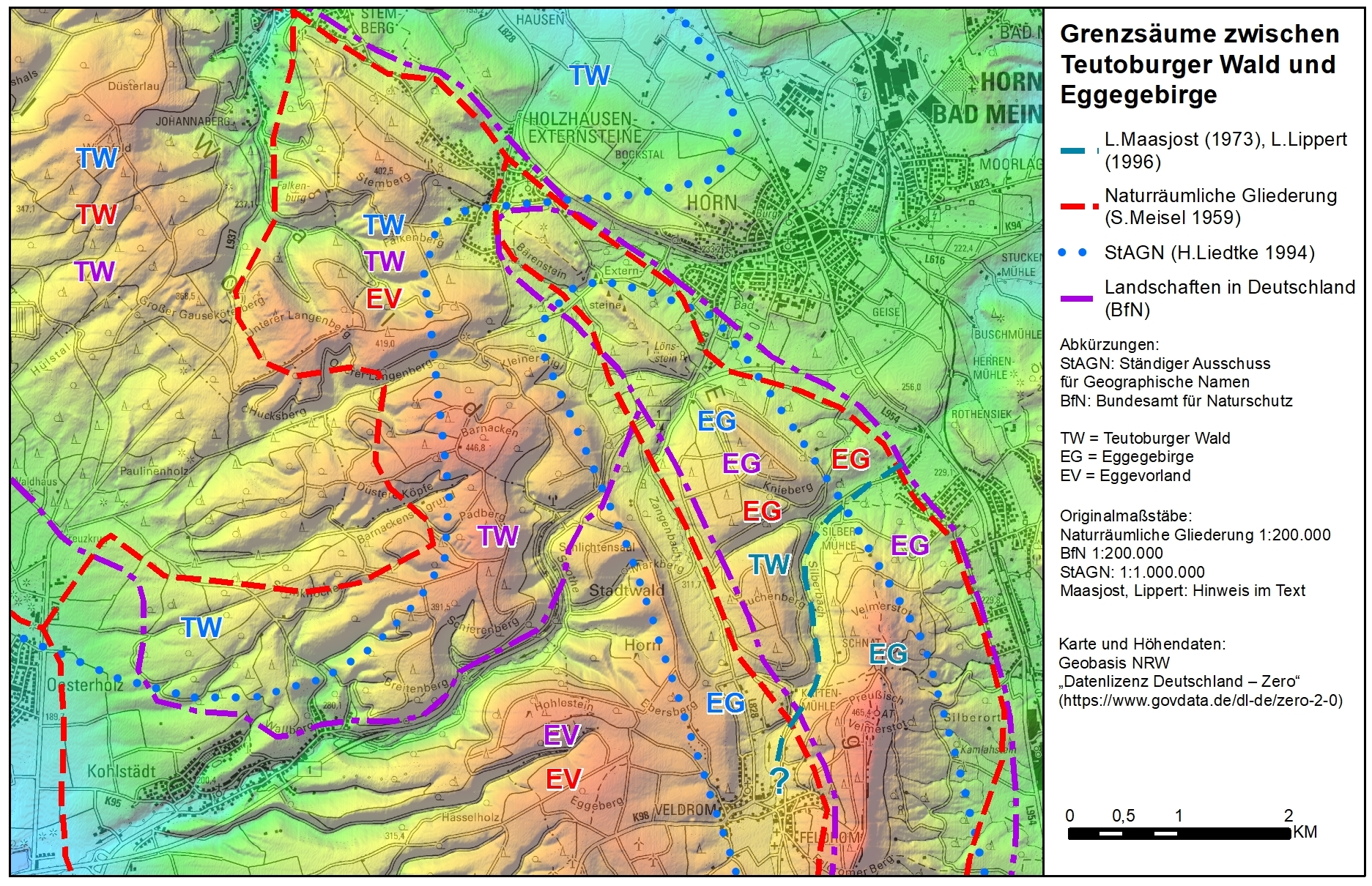
Karte: Grenzen zwischen Teutoburger Wald und Eggegebirge nach verschiedenen Autoren

Bei der o. g. Grenzziehung bleibt allerdings offen, wo die Grenze des Teutoburger Waldes im Süden verlaufen soll (? in der Karte).
S. Meisel (1959), Bearbeiterin der naturräumlichen Gliederung Deutschlands 1:200.000, Blatt Detmold, unterscheidet zwischen der „Egge“ (im engeren Sinne) und dem (westlichen) Eggevorland, wobei beides zur naturräumlichen Haupteinheit „Egge-Gebiet“ gehört. Danach erstreckt sich das Eggegebirge (im engeren Sinn) noch über die Externsteine hinaus bis zum Bärenstein. Fraglich ist allerdings, ob die Berge um den Barnacken (446 m, siehe auch die dortigen Ausführungen zur naturräumlichen Abgrenzung) noch zum Eggevorland gehören sollen. Letzterer gehört unstrittig zum Teutoburger Wald und ist sogar dessen höchste Erhebung.
Die – im Gegensatz zur naturräumlichen Gliederung – nicht flächendeckende Landschaftsgliederung des Ständigen Ausschusses für geographische Namen (StAGN), erarbeitet von H. Liedtke (1994), bietet wegen ihres Kartenmaßstabs von 1:1.000.000 nur einen groben Anhaltspunkt. Aber auch hiernach erstreckt sich das Eggegebirge über das Silberbachtal hinaus bis zu den Externsteinen.
Die Karte „Landschaften in Deutschland“ des Bundesamtes für Naturschutz (BfN) lässt das Eggegebirge wie die naturräumliche Gliederung am Bärenstein enden. Interessant ist hier die Grenzziehung zwischen Teutoburger Wald und (westlichem) Eggevorland, die durch das Bärental (= Tal der Strothe) verläuft. Das Bärental mit seiner Fortsetzung nach Nordosten wäre durchaus eine sinnvolle Abgrenzung zwischen Teutoburger Wald und Egge-Gebiet/Eggegebirge, da es sich hierbei um den tiefsten und sehr markanten Einschnitt zwischen den beiden Gebirgszügen handelt.
Zusammen mit dem Südostteil des Teutoburger Waldes bildet das Eggegebirge den langgestreckten und 2711 km² großen Naturpark Teutoburger Wald / Eggegebirge, besonders früher auch Naturpark Eggegebirge und südlicher Teutoburger Wald genannt.
Die Ausläufer des Eggegebirges, die sich teils jenseits der den Egge-Hauptkamm begleitenden Längstäler und Talkessel befinden, grenzen im Nordwesten an die Senne, im Osten an das Oberwälder Land, im Südosten an die Warburger Börde, im Süden an das Tal der Diemel, im Südwesten an den Warburger Wald mit dem jenseits davon gelegenen Sintfeld und im Westen an die Paderborner Hochfläche mit Paderborn.

### Rhein-Weser-Wasserscheide
Der Hauptkamm des Eggegebirges ist ein Teil der Rhein-Weser-Wasserscheide. Während das Wasser der meisten Bäche, die an der Ostseite des Kamms entspringen, über Emmer und Nethe in die Weser fließt, entwässern sich fast alle Bäche, die der Westseite des Kamms entfließen, über die Lippe in den Rhein.

### Berge

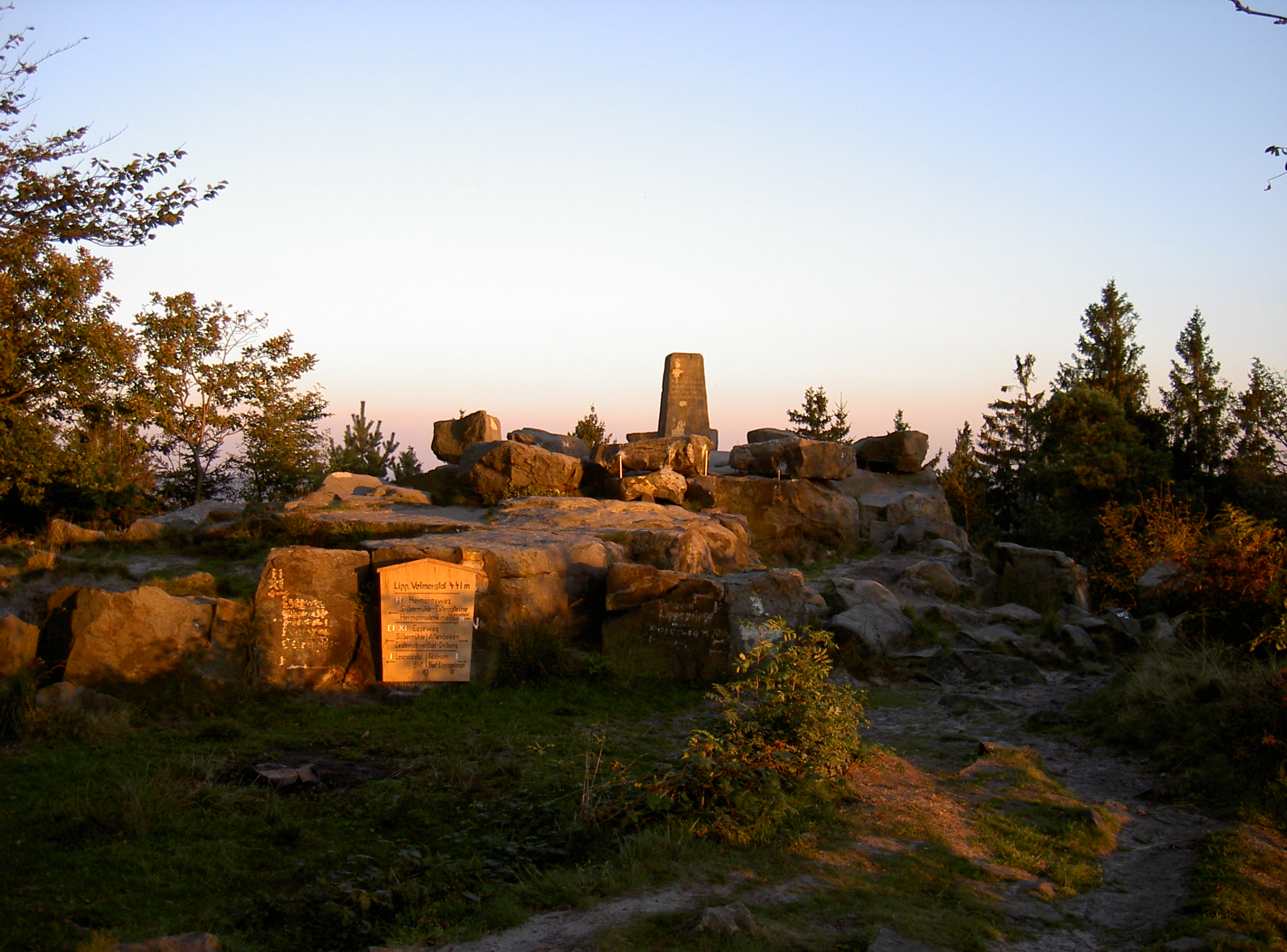
Lippische Velmerstot

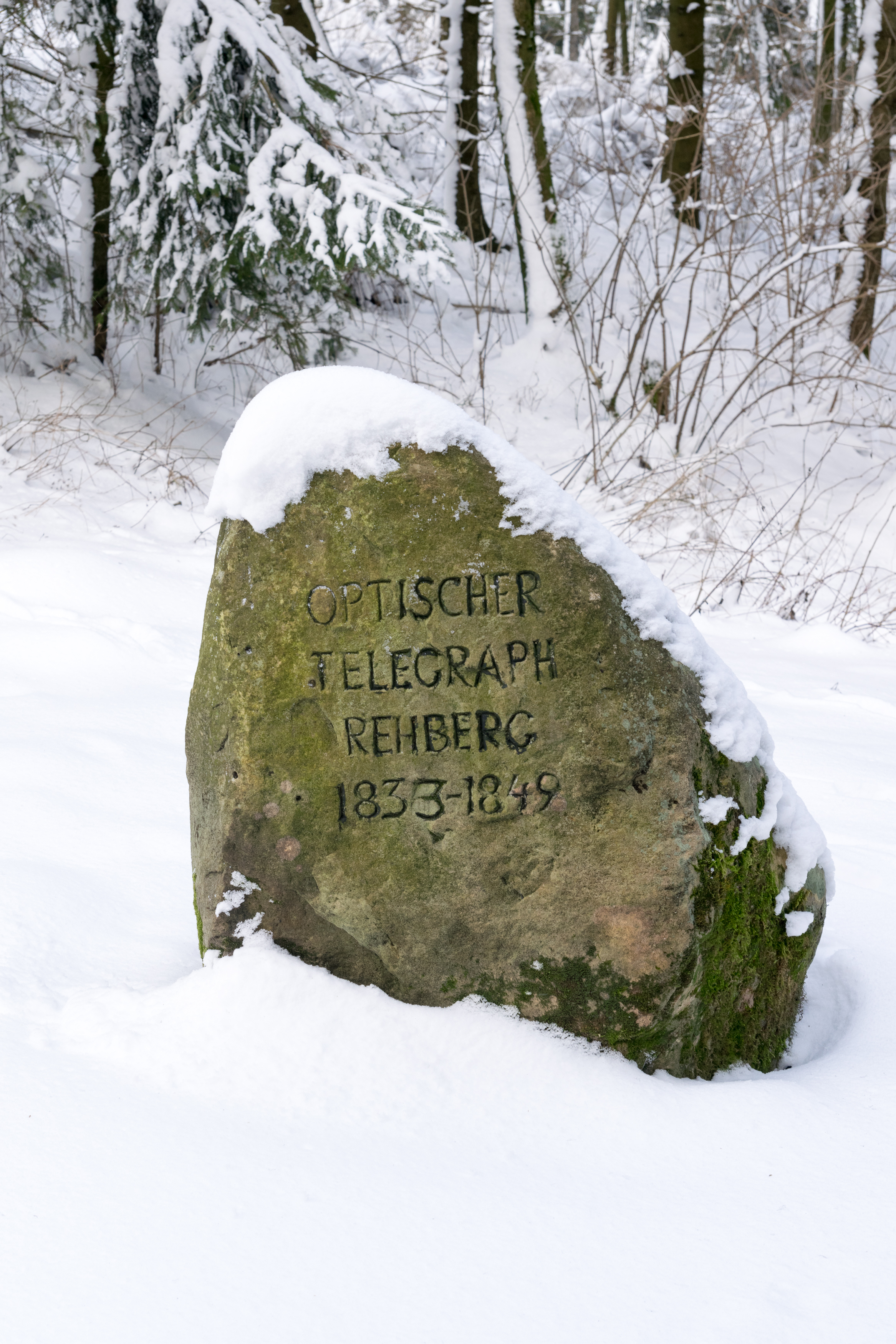
Gedenkstein für den Preußischen optischen Telegrafen am Rehberg, Bad Driburg

Zu den Bergen und Bergausläufern (teils lediglich Anhöhen des Egge-Hauptkamms), im Eggegebirge und seinen Ausläufern gehören – sortiert nach Höhe in Meter (m) über Normalhöhennull (NHN; wenn nicht anders angegeben in der Regel laut ) und mit nahen Ortschaften:
- Preußische Velmerstot, auch Preußischer Velmerstot (464 m), zwischen Steinheim-Sandebeck, Horn-Bad Meinberg-Feldrom und -Leopoldstal mit Eggeturm (Aussichtsturm)
- Feldromer Berg (449,1 m), Horn-Bad Meinberg-Feldrom, nördlich Vermessungsstein auf Karte mit 446,3 m
- Hausheide (441,4 m[3]), Bad Driburg, Vermessungsstein vorhanden
- Lippische Velmerstot, auch Lippischer Velmerstot (441,4 m), Horn-Bad Meinberg-Leopoldstal, zwei Vermessungssteine vorhanden
- N.N. (439,1 m[4]), 1,2 km westlich von Borlinghausen
- Eggeberg (437,0 m), Veldrom
- Dübelsnacken (436,5 m), Altenbeken
- N.N. (434,9 m), Altenbeken-Buke, markanter Berg 449 m südlich vom Dübelsnacken
- Spellerberg (434,3 m), Kempenveldrom, Vermnessungsstein auf Karte
- Hohlestein (433,2 m), Kohlstädt, Vermessungsstein auf Karte
- Rehberg (427,4 m), Bad Driburg-Langeland, Vermessungsstein auf Karte
- Burg (423,0 m), Warburg-Bonenburg
- Füllenberg (ca. 426 m[5]), Bad Driburg
- Bollerbornsberg (425,2 m), Altenbeken
- Ochsenkamp (420,6,1 m), Veldrom, Vermessungsstein südlich auf Karte mit 419,9 m
- N.N. (417,4 m[6]), 595 m östlich des Füllenberges
- Mönkeberg, (416,6 m), Veldrom mit ehemaligem Luftwaffensender Primadonna
- Varenberg (415,2 m), Warburg-Bonenburg
- Klusenberg (414,1 m), Bad Driburg
- Nadel (413,5 m), Warburg-Hardehausen
- Stellberg (413,1 m), Bad Driburg
- Steinberg (410,0 m), Bad Driburg-Neuenheerse
- Bielstein (409,8 m), Veldrom
- Bentenberg (407,3 m), Lichtenau-Kleinenberg
- Mittelberg (407,0 m), Bonenburg
- Ebersberg (406,2 m), Horn (Horn-Bad Meinberg)
- Bauernkamp (405,7 m), Veldrom
- Teufelssenke (404,7 m), Altenbeken
- Ochsenberg (403,7 m), Altenbeken
- Trötenberg (401,3 m), Altenbeken
- Butterhügel (400,9 m), Bad Driburg-Neuenheerse, 77 m vom Mittelberg entfernt
- Mittelberg (400,1 m), Bad Driburg-Neuenheerse
- Oberer Kleinenberg (396,4 m), Lichtenau-Kleinenberg
- Markberg (395,4 m), Horn (Horn-Bad Meinberg)
- Netheberg (387,3 m), Bad Driburg-Neuenheerse
- Zangenberg (386,6 m), Bad Driburg-Neuenheerse
- Neuwaldsberg (382,6 m), Altenbeken
- Schweinsberg (382,1 m), Bad Driburg
- Iburg, auch Iberg (381,2 m), Bad Driburg
- Holschenberg (380,1 m), Altenbeken
- Paderborner Berg (380 m), Willebadessen
- Reuterberg (379 m), Lichtenau
- Keimberg (ca. 375,9 m[3]), Altenbeken-Buke
- Imkenberg (372 m), Lichtenau
- Ochsenberg (370,6 m), Altenbeken
- Sommerberg (369,7 m), Altenbeken
- Brocksberg (368,1 m[3]), Altenbeken-Schwaney
- Warthügel (367,6 m[3]), Lichtenau-Kleinenberg
- Kleeberg (365 m), Altenbeken
- Hohe Warth (357,0 m), Bonenburg
- Duneberg (336,0 m), Bad Lippspringe

### Fließgewässer
Zu den Fließgewässern im Eggegebirge und seinen Ausläufern gehören (mit Mündungsgewässer):
| - Aa (Nethe) - Altenau (Alme) - Beke (Lippe) - Diemel (Weser) | - Durbeke - Eder (Eggel) - Ellerbach (Altenau) - Emmer (Weser) | - Fischbach (Emmer) - Helmerte (Nethe) - Heubach (Emmer) - Hilgenbach (Aa) | - Lippe (Rhein) - Naure (Diemel) - Nethe (Weser) - Öse (Nethe) | - Sagebach - Sauer (Altenau) - Silberbach (Heubach) - Strothe (Lippe) |

### Schutzgebiete

#### Naturschutzgebiete
Diese Liste führt von Nord nach Süd die Naturschutzgebiete auf, die den Hauptkamm der Egge betreffen und nördlich des Wäschebaches liegen. Sie liegen in den Kreisen Detmold, Paderborn und Höxter.
| Name                                       | Beschreibung                                                                             | Größe       |
| ------------------------------------------ | ---------------------------------------------------------------------------------------- | ----------- |
| Egge-Nord                                  | Hainsimsen-/Waldmeister-/Orchideen-Buchenwald, Erlenbruchwald, Feucht- und Magergrünland | ca. 3000 ha |
| Kiebitzteich                               | Kalk-Flachmoor                                                                           | 2 ha        |
| Iburg-Aschenhütte                          | Kalktuffquellen, Waldmeister-Buchenwald                                                  | 217 ha      |
| Gradberg                                   | Wald einschließlich angrenzender Grünlandflächen                                         | 906 ha      |
| Stollen an der Bahnlinie Kassel-Altenbeken | Fledermaus-Stollen                                                                       | 3,4 ha      |
| Hirschstein                                | Hainsimsen-Buchenwald                                                                    | 78 ha       |
| Teutoniaklippen und Teutonia               | Wald, EG-Vogelschutzgebiet                                                               | 78 ha       |
| Klippen und Felsenmeer bei Hardehausen     | Hainsimsen- und Waldmeister-Buchenwald, Bach-Erlen-Eschenwald, Bach-Eschenwald           | 227 ha      |
| Hellberg-Scheffelberg                      | Platterbsen-Buchenwald, Kalk-Halbtrockenmagerrasen                                       | 93 ha       |
| Hammerbachtal                              | naturnahes Bachtal                                                                       | 69 ha       |
| Schwarzbachtal                             | Buchenwaldkomplex mit Bachsystem                                                         | 511 ha      |
| Klingelbachtal                             | Wald, EG-Vogelschutzgebiet                                                               | 28 ha       |
| Bleikuhlen und Wäschebachtal               | Schwermetallrasen, Bach-Erlen-Eschenwälder                                               | 15 ha       |

#### Vogelschutzgebiet
Im Süden, zur Bundesautobahn 44 hin, ist das Europäische Vogelschutzgebiet Egge ausgewiesen. Das Gebiet weist landesweit bedeutsame Brutvorkommen von Haselhuhn, Mittelspecht, Schwarzspecht und Schwarzstorch sowie bemerkenswerte Brutvorkommen von Neuntöter, Raufußkauz und Rotmilan auf.

## Nationalpark Egge
Seit den 1990er-Jahren gibt es Bestrebungen, Teile der Egge als Nationalpark Egge auszuweisen. Im September 2023 veröffentlichten Umwelt-, Wirtschafts- und Landwirtschaftsministerium in NRW eine Liste mit sechs potenziellen Gebieten für einen zweiten Nationalpark in NRW, eines davon das Eggegebirge. In einem Bewerbungsverfahren sollen bis Ende des ersten Quartals 2024 formale Bewerbungen für den neuen Nationalpark eingereicht werden.
Bei einem Bürgerentscheid im Sommer 2024 im Kreis Höxter, mit einer Wahlbeteiligung von 58,6, votierten 66,3 Prozent der Bürger gegen die Errichtung eines Nationalpark Egge. Im Kreis Paderborn votierten, bei einer Wahlbeteiligung von 47,5 Prozent, 55,1 Prozent gegen einen Nationalpark. In der Folge wird es keinen Nationalpark in der Egge geben.

## Tourismus

### Wandern
Das Eggegebirge hat ein ausgedehntes Wegenetz, das zum Wandern einlädt. Zumeist über seinen Hauptkamm führt in Nord-Süd-Richtung als Teil von Hermannshöhenweg und Europäischem Fernwanderweg E1 der 70 km lange Eggeweg, einer der deutschen Fernwanderwege. Seit 2004 ist er ein vom Deutschen Wanderverband zertifizierter Qualitätswanderweg.

### Sehenswürdigkeiten

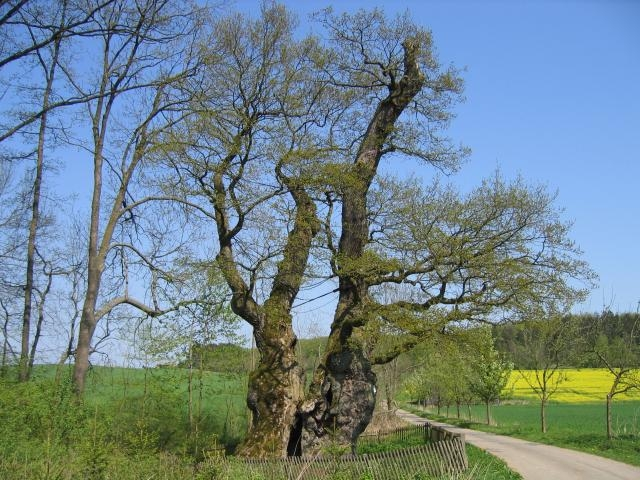
Dicke Eiche bei Borlinghausen

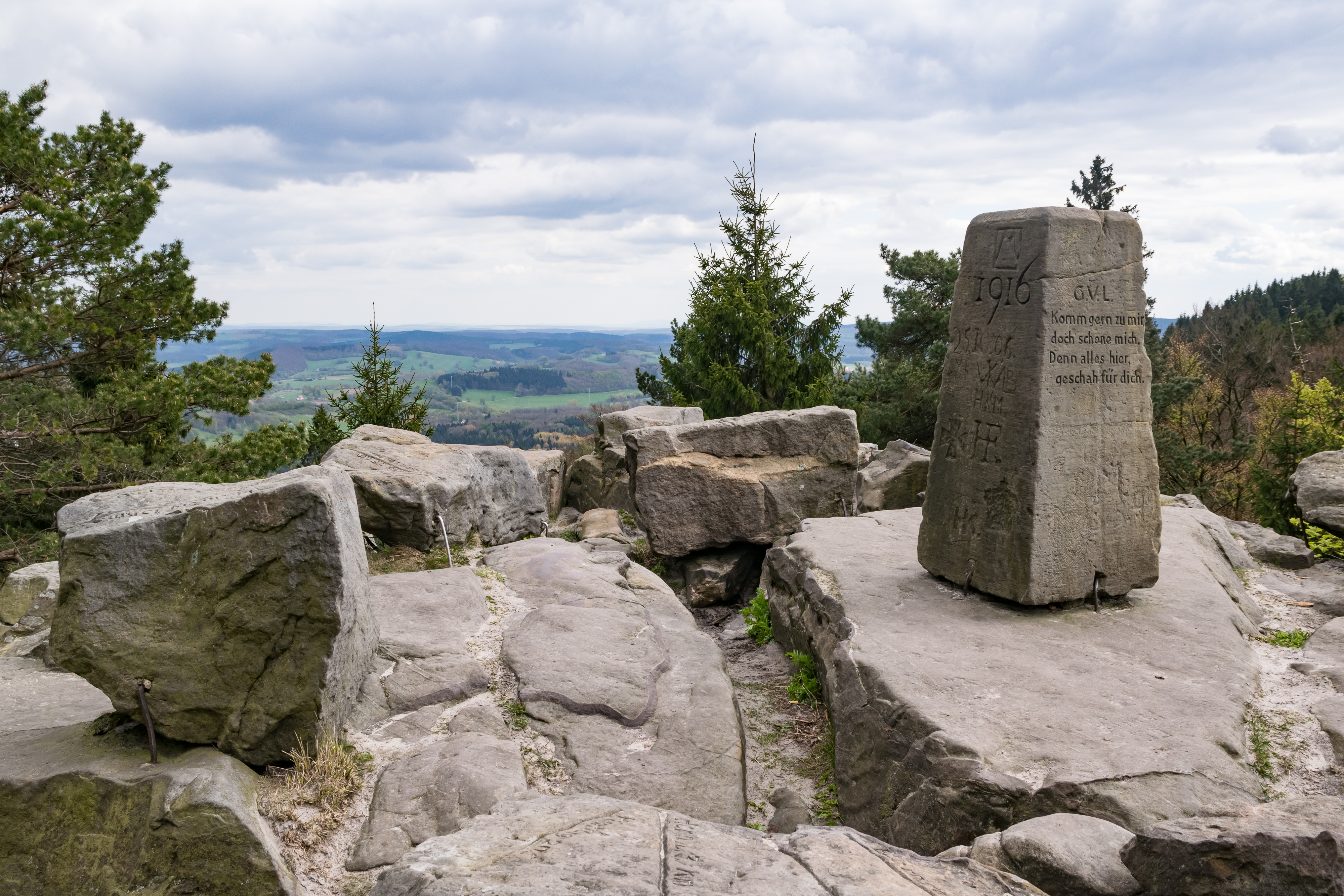
Obelisk auf Lippische Velmerstot

Zu den Ausflugszielen und Sehenswürdigkeiten im oder nahe dem Eggegebirge gehören:
- Alte Eisenbahn, Bodendenkmal, ehemalige Eisenbahntunnelbaustelle von 1847
- Bahnhof Altenbeken mit Eisenbahnknotenpunkt und nahem Altenbekener Viadukt; in Altenbeken
- Bierbaums Nagel, Aussichtsturm; bei Borlinghausen
- Kaiser-Karls-Turm oberhalb von Bad Driburg
- Bodostein, bei Bad Driburg-Langeland
- Dicke Eiche, Tausendjährige Eiche mit elf Metern Stammumfang; bei Borlinghausen
- Eggeweg, Wanderweg als Teil des Hermannshöhenwegs auf dem Egge-Hauptkamm
- Erdfälle und Dolinen an zahlreichen Stellen des Eggegebirges
- Glashütte aus dem Hochmittelalter um 1150 am Dübelsnacken[13]
- Kloster Willebadessen, ehemaliges Benediktinerinnenkloster; in Willebadessen
- Modellbundesbahn in Brakel mit der Strecke Paderborn-Altenbeken-Ottbergen. Gezeigt werden Modelle des kleinen Viaduktes bei Neuenbeken, des großen Viadukts (Beketalviadukt von Altenbeken) und des Bahnhofs Altenbeken.
- Fürstenallee, historischer Abschnitt der heutigen Landesstraße 937; südlich der Gauseköte
- Gedenkstätte Klusweide, zur Erinnerung an fünf von ehemaligen Kriegsgefangen am 20. Juli 1945 ermordete Deutsche; bei Bad Driburg
- Iburg, Ruine einer vor 799 n. Chr. erbauten Burg mit benachbartem Aussichtsturm Kaiser-Karls-Turm von 1904; bei Bad Driburg
- Preußische Velmerstot, höchster Berg im Eggegebirge; in den Gemarkungen von Horn-Bad Meinberg und Steinheim
- Lippische Velmerstot mit zahlreichen Sandsteinblöcken und einem Obelisken
- Hausheide bei Buke und Dübelsnacken bei Altenbeken sind neben den beiden Velmerstot die höchsten Berge im Eggegebirge mit sehr guter Aussicht
- Teutoburger Wald, direkt nordwestlich an das Eggegebirge anschließendes Nachbargebirge
- Schwarzes Kreuz, bei Bad Driburg-Langeland
- Straßendenkmal an der L755 zwischen Altenbeken und Langeland ca. 600 m vor dem Bahnübergang Langeland

## Verkehrsanbindung
Etwas nördlich des Eggegebirges verläuft jenseits der Nahtstelle zum Teutoburger Wald in Südwest-Nordost-Richtung die Bundesstraße 1, etwa in der Mitte führt in West-Ost-Richtung die B 64 durch das Gebirge und südwestlich vorbei, im Übergangsbereich zum Warburger Wald verläuft die Bundesstraße 68 mit Anschluss an die nahen Bundesstraßen 7 und 252 sowie über letztere zur Bundesautobahn 44.
Durch den Egge-Hauptkamm führen in West-Ost-Richtung gemeinsam die Eisenbahnstrecken Hannover–Altenbeken, Kreiensen-Altenbeken und Herford–Himmighausen im 1632 m langen Rehbergtunnel. Im Bahnhof Altenbeken haben sie Anschluss an die Bahnstrecke Hamm–Warburg, die im 2880 m langen Eggetunnel in Nordwest-Südost-Richtung den Gebirgskamm unterquert.